# Rugmel
Rugmel er de afskallede og fint formalede kerner af kornsorten Almindelig Rug (Secale cereale). Melet kan indeholde rester af kim og skaller, og så kaldes det fuldkornsmel. Det kan også være sigtet, så det er hvidt og primært indeholder stivelsen fra kernerne.
Af rugmel fremstilles bl.a. følgende fødevarer:
- Rugbrød
- Øllebrød
- Knækbrød

## Analytiske bestanddele
Sammensætningen af et typisk rugmel fremgår af tabellen herunder, der kan dog forekomme variationer afhængig af sort, høstbetingelser mm.
| Gruppe                | Vægtprocent |
| Vand                  | 13,7        |
| Protein               | 9,5         |
| Lipid                 | 1,7         |
| Tilgængelig kulhydrat | 60,7        |
| Kostfibre             | 13,2        |
| Mineraler             | 1,9         |

Melets kvalitet bestemmes på baggrund af en række parametre, herunder vandindhold, aske, sammensætning, temperaturen hvorved stivelsen forklistrer (se evt. Amylograf) samt koncentrationen af pentosanaser, amylaser og proteaser. Amylaseaktiviteten i melet er en vigtig parameter da den er afgørende for brødets evne til at hæve, idet β-amylasernes produkter, glukose, maltose og maltotriose, fungerer som næring for gæren under produktion af rugbrød, knækbrød mm.  α-amylaseaktiviteten påvirker dejens viskositet og graden af retrogradering af stivelsen i det færdige brød . Et indirekte mål for melets amylaseaktivitet er en faldtalstest.

### Pentosaner i rugmel
Rugmel er rig på pentosaner (6-8%) i sammenligning med hvedemel (1,5-2,5%) . Pentosaner er en fællesbetegnelse for glykaner opbygget af pentoser . I rug er 15-25% af pentosanerne vandopløselige, og i stand til at absorbere 15-20 gange deres egen vægt i vand. De kan således forøge viskositeten af en dej væsentligt. Denne opløselige fraktion består hovedsagelig (ca. 85%) af lineær arabinoxylan og et opløseligt højt forgrenet arabinogalaktanpeptid . 
Rugmel har et relativt lavt proteinindhold (sammenlignet med hvede ) og kan ikke danne gluten på samme måde som hvede. Bagkvaliteten af rug påvirkes i høj grad af de vandopløselige pentosaner (særligt arabinoxylan) og proteiner, som svulmer efter forsyrning og bidrager til stabilisering af dejens gaslommer . Vanduopløselige pentosaner reducerer melets bageegenskaber ved at destabilisere gaslommedannelsen i dejen. Et højt indhold af vanduopløselige pentosaner resulterer i en kompakt og smuldrende krumme . Et forhold mellem stivelse og pentosaner på 16:1 i rugmel giver melet optimale bageegenskaber under produktionen af tyske rugbrød. Om dette også gælder for rugbrød i Danmark, der i modsætning til tyske rugbrød ofte er produceret på fuldt udmalet rug, vides ikke med sikkerhed .